# Certonotus geniculatus
Certonotus geniculatus är en stekelart som beskrevs av Morley 1913. Certonotus geniculatus ingår i släktet Certonotus och familjen brokparasitsteklar. Inga underarter finns listade i Catalogue of Life.